# Вендинга
Вендинга — деревня в Удорском районе республики Коми. Входит в состав городского поселения «Благоево».

## География
Деревня Вендинга расположена на правом берегу реки Вашка, западнее районного центра — села Кослан. К север-востоку от деревни находится посёлок Солнечный, к юго-востоку — посёлок Благоево. В посёлке Солнечный находится станция Вендинга Северной железной дороги.
По данным Коми ЦГМС абсолютный минимум июля в Вендинге -2.8° третий из самых низких в Коми после Ижмы -3.2° и Кожим-Рудника -3.1°.

## История
В начале XVII веке Вендинга входила в состав Удорской волости Яренского уезда. По переписи 1707 года в Вендингской волости было 8 деревень. В 1708 году Вендинга оказалась в составе Архангелогородской губернии, в 1780 году — в составе Вологодского наместничества, в 1896 году — в составе Вологодской губернии.

## Население
| 2006 | 2010 |
| ---- | ---- |
| 228  | ↘27  |

### Карты
- [mapp38.narod.ru/map2/index05.html Топографическая карта P-38-V,VI. Благоево]
- Вендинга. Публичная кадастровая карта. Архивировано из оригинала 5 марта 2016 года.